# أذن خارجية
الأذن الخارجية (باللاتينية: auris externa) هو الجزء الخارجي من الأذن ويتكون من الصيوان والقناة السمعية. تجمع الأذن الخارجية الصوت وتوجهه نحو طبلة الأذن.

## التركيب

### العضلات
- العضلات الداخلية

العَضَلَةُ الحِتارِيَّةُ الكَبيرَة
شَوكَةُ حِتارِ الأُذُن
العَضَلَةُ الحِتارِيَّةُ الصغيرة
- العضلات الخارجية